# Friedrichsrode
Friedrichsrode ist ein Ortsteil der Gemeinde Helbedündorf im Kyffhäuserkreis in Thüringen.

## Geografie
Friedrichsrode liegt mitten in ausgedehnten Buchenwäldern des Dün nahe dem Helbetal. Die Landesstraße 1016 von Nordhausen nach Mühlhausen führt durch den Ort. Die Bundesautobahn 38 ist 10 Kilometer entfernt.
Der höchste natürliche Punkt wird mit etwa 484 m über NHN im Südwesten der Gemarkung an der Grenze zu Rehungen erreicht. Der tiefste Punkt liegt im Helbetal im östlichsten Teil der Gemarkung bei ca. 337 m über NHN.

### Nachbargemeinden
An den Ort grenzen die folgenden Orte bzw. Ortsteile – im Uhrzeigersinn im Westen beginnend: Rehungen (Ortsteil von Sollstedt), Obergebra (Ortsteil von Bleicherode), Niedergebra, Großlohra, sowie die ebenfalls Helbedündorf angehörenden Ortsteile Großbrüchter und Holzthaleben.

## Geschichte
Friedrichsrode ist ein vergleichsweise junges Dorf. Es wurde von König Friedrich I. gegründet und im Jahr 1706 erstmals urkundlich erwähnt. 17 Bauern wurden mit Familien auf der ehemaligen Wüstung Sülzungen angesiedelt. Später folgten weitere 15 Siedler. 1724 bauten die Einwohner auf den Grundmauern der alten Kirche die neue. 1750 wurde der Kirchturm gebaut. Es folgte dann der Bau der Schule. 
In Friedrichsrode überwiegt nun die Kunst. Seit 1991 findet jährlich ein Kunstmarkt im Ort statt (32. Kunstmarkt 2024). Im Jahre 1993 übernahm der Kulturland Hainleite e. V. die Trägerschaft des Kunsthofes. Am 15. Juli 2009 erfolgte der erste Spatenstich zum Ausbau des ehemaligen Kuhstalls zum Funktionsgebäude Kunsthof und zum Feuerwehrhaus.
Heute wohnen 75 Personen in dem Dorf (Stand Juni 2019), in dem große Teile denkmalgeschützt sind; darunter die Kirche, vier Einzelgehöfte und Gebäude mit Fachwerk.

## Kultur und Sehenswürdigkeiten
Der südliche Teil des Naturschutzgebietes Feuerkopf liegt auf der Gemarkung Friedrichsrodes östlich des Ortes Richtung Helbetal. Der nördliche Teil des Naturschutzgebietes gehört zu Großlohra.

## Mit Friedrichsrode verbundene Persönlichkeiten
- Reiner Ende (1953–2022), Maler und Grafiker, lebte ab 1980 im Ort